# Achaea thermopera
Achaea thermopera là một loài bướm đêm thuộc họ Noctuidae. Nó được tìm thấy ở Châu Phi, bao gồm Uganda và Nigeria.
Ấu trùng ăn Coffee.